# マリュータ・スクラートフ

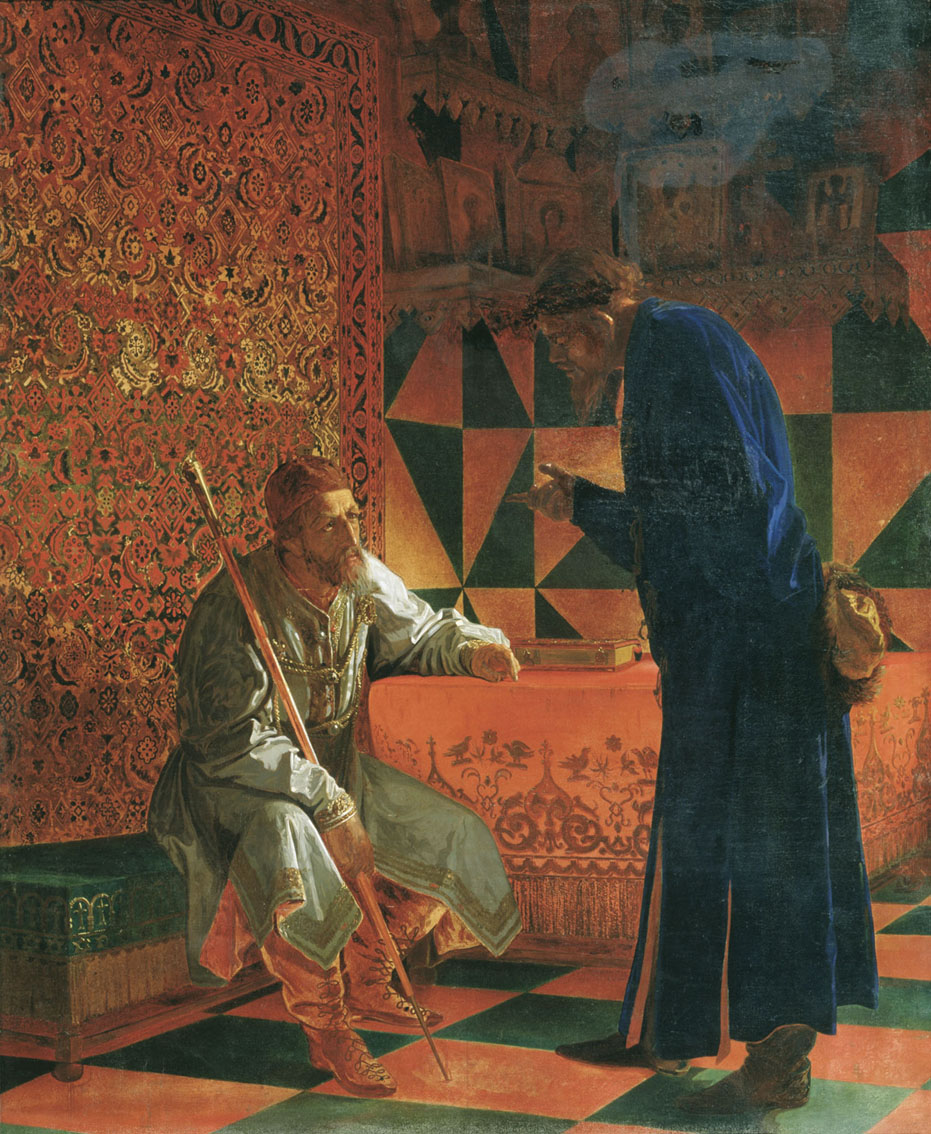
マリュータ・スクラートフとイヴァン4世

グリゴリー・ルキヤーノヴィチ・スクラートフ＝ベリスキー（ロシア語: Григорий Лукьянович Скуратов-Бельский, ? - 1573年1月1日）は、モスクワ・ロシアの秘密警察オプリーチニキ隊の隊長。一般的にはマリュータ・スクラートフ（Малюта Скуратов）の名で知られる。

## 生涯
地方の貴族出身だったマリュータ・スクラートフは、ツァーリ・イヴァン4世のオプリーチニキの中でも優れた行動力を示したため、ツァーリからの彼への信頼はとても厚く、のちにオプリーチニキの部隊が6000人規模になると、彼はその隊長に任命された。
その一方で、オプリーチニキとしての残虐さは変わらず、1569年にはイヴァン4世のいとこで王位請求権を持つとされていたスターリツァ公ウラジーミル・アンドレエヴィチをはじめとする多数の貴族やモスクワ府主教フィリップ2世ら聖職者を処罰・処刑した。
1571年1月にはノヴゴロドの住人らに反逆の意があるとして、数千人を虐殺したが、この虐殺によってオプリーチニキの活動は下火となり、1572年にオプリーチニキは解散となった。
また、同じく1571年にはロシア軍がデヴレト1世ギレイ率いるクリミア・ハン国に敗れた原因の調査にあたった。
翌1573年、リヴォニア戦争に従軍してヴァイセンシュタイン（現在のエストニア・パイデ）で戦死。ヴォロコラムスクのヨシフ＝ヴォロコラムスク修道院にある父の墓の傍らに埋葬された。
また、1570年あるいは1571年には、娘のマリヤ・スクラートヴァ＝ベリスカヤを、当時まだ無名だったオプリーチニキ隊員ボリス・ゴドゥノフに嫁がせている。
ボリスはこの結婚により、のちに政界に進出するきっかけをつかむこととなり、のちにツァーリとなる第一歩を踏み出すこととなった。